# Жолдыозек
Жолдыозек (каз. Жолдыөзек) — замкнутое озеро в Аккайынском районе Северо-Казахстанской области Казахстана в бассейне реки Иртыш. Находится в 10 км к югу от села Смирново.
По данным топографической съёмки 1940-х годов, площадь поверхности озера составляет 12 км². Наибольшая длина озера — 6,2 км, наибольшая ширина — 3 км. Длина береговой линии составляет 18,3 км, развитие береговой линии — 1,48. Озеро расположено на высоте 126,6 м над уровнем моря.
Берега пологие. Вода пресная. Замерзает с ноября до конца апреля. Ледостав с ноября до конца апреля.